# دوجینش ارزان‌تر است (فیلم ۲۰۰۳)
دوجینش ارزان‌تر است (به انگلیسی: Cheaper by the Dozen) یک فیلم کمدی به کارگردانی شاون لوی است که در سال ۲۰۰۳ انتشار یافت.
این فیلم، اقتباسی از یک رمان زندگی‌نامه‌ای به همین نام، اثرِ «فرانک بانکر گیلبرث» و «لیلیان مالر گیلبرث» است.

## بازیگران
- استیو مارتین
- بونی هانت
- تام ولینگ
- هیلاری داف
- پیپر پرابو
- کوین اشمیت
- جیکوب اسمیت
- آلیسون استونر
- فارست لندیس
- لیلیانا مومی
- بلیک وودراف
- استیون آنتونی لارنس
- پائولا مارشال
- ریچارد جنکینز
- اشتون کوچر
- تیفانی دوپونت
- کودی لینلی
- جرد پادالکی
- دکس شپارد
- ریجیس فیلبین
- کلی ریپا
- فرانک ولکر
- وین نایت
- ونسا بل کالووی